# Vaixell Jaume I (1911-1967)
El vaixell Jaume I, amb nom oficial Rey Jaime I, va ser un vapor construït a les drassanes de Sestri Ponente de Gènova per a la companyia Isleña Marítima, per a cobrir la línia Palma-Barcelona. Va ser botat el 4 de juny de 1911, arribant al moll de Ciutat el 24 de juny. Inicià els viatges a Barcelona com correu ràpid l'agost de 1911, substituint el Jaume II.
En els anys de la Primera Guerra Mundial va mantenir la línia, patint els efectes del bloqueig de les unitats de l'esquadra francesa. La nit del 13 de novembre de 1914 va ser detengut pel creuer Jullet. El 13 de febrer de 1915 va ser detengut pel creuer Duplex i el març del mateix any pel creuer auxiliar Corte II. El 13 de març i el 17 de maig tornà a ser detengut pel Duplex.
La Companyia Transmediterrànea, constituïda el 1916, a començ de l'any 1918 va aconseguir la majoria d'accions de la Isleña Marítima. El Jaume I continuà els seus serveis en la línia Palma-Barcelona fins que els anys 1929 i 1930 entraren en servei les motonaus Don Jaime i Príncipe Don Alfonso, que després es rebatejaren com Ciutat de Barcelona i Ciutat de Palma (1931).
Durant la Campanya d'Àfrica el Jaume I prestà serveis per a transport de tropes. Amb la incorporació de les modernes motonaus passà a cobrir línies més secundàries.

## El Jaume I convertit en presó
L'esclat de la sublevació militar contra la República va trobar el Jaume I al port de Ciutat. En els primers dies de guerra el vaixell va ser convertit en presó (del 25 de juliol de 1936 a mitjan setembre del mateix any). En el vaixell s'hi reclogueren nombroses persones, militants i dirigents de partits d'esquerra que foren tancats per aquest simple fet. Els presos eren uns 400, acaramullats a les dues bodegues, una a proa i l'altra a popa. Una escotilla, a més dels ulls de bou, era l'única ventilació.
El vaixell estava sota el control de les autoritats militars. Un oficial, un sergent, dos caporals i deu soldats, s'encarregaven de la vigilància. El menjar, que consistia en llegums, i moniatos, el duien del quarter de cavalleria de Sa Calatrava. Les condicions d'amuntegament, s'agreujaren, perquè la calor de l'estiu encalentia les planxes de ferro de la coberta. Els presos sortien a passejar a coberta, a migdia. Malgrat les duríssimes condicions de vida, estar en el Jaume I, era una garantia de no entrar a cap treta i de què no seria assassinat cap pres. A diferència de a Can Mir, els reclusos no eren fitxats, ni tampoc recomptats.
L'octubre de 1936 el Jaume I va ser convertit en creuer auxiliar de l'Armada mitjançant confiscació, passant a ser de dret i de fet un vaixell de guerra. El novembre de 1936 va anar a La Spezia (Itàlia) per rebre el seu armament, restant dotat amb una peça d'artilleria de 120 mm, un antiaeri de 76 mm i dues metralladores.

## La postguerra
Acabada la guerra es reintegrà a la línia Palma-Barcelona. Després passà a la de Palma-València.
El 1953 va ser objecte d'una important reparació als tallers Nuevo Vulcano de Barcelona. El 1955 es reincorporà fent les línies Barcelona-Maó i Barcelona-Eivissa.
El 1967 va ser donat de baixa. La seva darrera singladura va ser la nit del 29 d'octubre a la línia Eivissa-Palma. Adquirit per Industria Comercial de Levante S.A., va ser desballestat immediatament.